# Clausnitz
Cet article possède un paronyme, voir Claußnitz.
Clausnitz est une commune de Saxe en Allemagne, située dans l'arrondissement de Saxe centrale. Il s'agit d'un quartier de la commune de Rechenberg-Bienenmühle.